# Ljusgöl (Blackstads socken, Småland)
Ljusgöl är en sjö i Västerviks kommun i Småland och ingår i Botorpsströmmens huvudavrinningsområde.